# Salem, Asby
Salem, Asby är en kyrkobyggnad i Asby. Kyrkan tillhör Asby västra baptistförsamling (Örebromissionen) som numera är en del av Evangeliska Frikyrkan.
I kyrkan fanns ett harmonium.